# Cadoceras
Cadoceras (лат.) — род вымерших головоногих моллюсков из семейства Cardioceratidae подкласса аммонитов, живших в нижнем келловее (средняя юра). Раковина эволютная, бочкообразная, сильно выпуклая. Обороты перекрывают друг друга примерно на ½ высоты. Пупок глубокий, ступенчатый, относительно узкий. Снаружи раковина покрыта частыми поперечными рёбрами, с возрастом раковина становиться почти гладкой. Лопастная линия аммонитовая. Род широко распространён, на территории России встречается на Восточно-Европейской платформе и в Сибири. Потомки: Сhamoussetia и Rondiceras.

## Классификация
По данным сайта Paleobiology Database, на январь 2018 года в род включают следующие вымершие виды:
- Cadoceras bathomphalum Imlay, 1953
- Cadoceras bellabimba Mitta, 2016
- Cadoceras comma Imlay, 1953
- Cadoceras doroschini Eichwald, 1871
- Cadoceras glabrum Imlay, 1953
- Cadoceras kialagvikense Imlay, 1953
- Cadoceras pishmae Meledina, 1994
- Cadoceras tenuicostatum Imlay, 1953
- Cadoceras wosnessenskii Grewingk, 1850
- Подрод Cadoceras (Bryocadoceras) Meledina, 1977
  - Cadoceras (Bryocadoceras) sokolovi Kiselev, 1997
- Подрод Cadoceras (Pseudocadoceras) Buckman, 1918
  - Cadoceras (Pseudocadoceras) catostoma Pompeckj, 1900
  - Cadoceras (Pseudocadoceras) grewingki Pompeckj, 1900
  - Cadoceras (Pseudocadoceras) chinitnense Imlay, 1953
  - Cadoceras (Pseudocadoceras) crassicostatum Imlay, 1953
  - Cadoceras (Pseudocadoceras) petelini Pompeckj, 1900
  - Cadoceras (Pseudocadoceras) schmidti Pompeckj, 1900